# Tron: Legacy
Tron: Legacy [trɒn ˈlɛgəsi] ist ein Science-Fiction-Film von Joseph Kosinski aus dem Jahr 2010. Er ist die Fortsetzung des 1982 entstandenen Films Tron. Als Produzent fungierte Steven Lisberger, der Regisseur des ersten Teils. Jeff Bridges nahm seine Rolle als Kevin Flynn wieder auf. Garrett Hedlund spielt Flynns nun erwachsenen Sohn Sam. Zu den weiteren Mitwirkenden gehören Bruce Boxleitner, der ebenfalls bereits in Tron als Alan Bradley mitwirkte, Olivia Wilde und Beau Garrett. Der Film wird in Disney Digital 3-D und IMAX 3D gezeigt.

## Handlung
1989 verschwindet Kevin Flynn, ein innovativer Programmierer und der CEO von ENCOM International, spurlos und hinterlässt dabei seinen Sohn Sam. Zwanzig Jahre später, im Jahr 2009, besitzt der inzwischen 27-jährige Sam die Mehrheit der Aktien von ENCOM, interessiert sich jedoch wenig für die Firma. Als sie allerdings kurz vor der Veröffentlichung eines neuen Betriebssystems steht, sabotiert er die Premiere und stellt die Software im Internet zum freien Download bereit. Daraufhin besucht ihn Alan Bradley, ein alter Freund seines Vaters und Vorstandsmitglied bei ENCOM. Dieser erzählt ihm von einer seltsamen Pager-Nachricht, die ihm aus Flynns alter Spielhalle gesendet wurde. Als Sam die stillgelegte Räumlichkeit untersucht, entdeckt er hinter einem Geheimgang ein Labor mit einem noch funktionsfähigen Touchscreen-Computer. Er sieht sich die zuletzt ausgeführten Befehle an und aktiviert daraufhin versehentlich den hinter ihm stehenden Laser, der ihn digitalisiert und auf den „Raster“, eine virtuelle Welt im Computer, befördert.
Sam wird dort von humanoiden Computerprogrammen (die den Raster bevölkern) gefangen genommen und mit einem Ganzkörperanzug und einem Identitätsdiskus ausgestattet. Anschließend bringen sie ihn in eine Spielarena, wo er bei Gladiatorenspielen gegen den Champion Rinzler antreten muss. Während des Duells stellt sich heraus, dass Sam ein „User“ ist, woraufhin Rinzler ihn zu Clu bringt. Dieses Programm ist ein digitales Ebenbild von Kevin Flynn, herrscht über den Raster und möchte den Glauben der Programme an User zerstören, das heißt an Personen von außerhalb ihrer Welt. Das will er unter anderem in einem Kampf mit den Lichtrennern beweisen. Sam muss nun mit anderen, „usergläubigen“ Programmen gegen Clus Team antreten. Hierbei wird Sam fast getötet und noch im letzten Moment von Quorra gerettet, wobei sie Clus Lichtrenner zerstört. Sie entkommt mit Sam aus dem Raster und fährt ihn in einem Lichtmobil zu einem abgelegenen Versteck in den „Outlands“. Dort begegnet Sam seinem deutlich gealterten Vater.
Beim gemeinsamen Essen erklärt Kevin Flynn seinem Sohn, warum er einst verschwand: Er hatte an einem neuen, vollkommenen System gearbeitet und Clu damit beauftragt, dieses System zu erstellen. Später entdeckte Flynn „isomorphe Algorithmen“ (kurz ISOs), durch spontane Selbstorganisation entstandene Programme, die das Potenzial besaßen, Geheimnisse der Wissenschaft, der Religion und der Medizin zu entschlüsseln. Clu sah die ISOs jedoch als unvollkommen und somit als mit seinem Auftrag unvereinbar an, weswegen er sie in einem (laut Flynn) Genozid auslöschte. Des Weiteren wandte sich Clu gegen Flynn und manipulierte dessen Freund Tron, sodass dieser Clu unterstützt. Daher musste sich Flynn außerhalb des Rasters vor Clu verstecken. Währenddessen schloss sich das „Portal“, die Schnittstelle zur realen Welt, da es immer nur kurzzeitig geöffnet bleibt. Dadurch wurde Flynn zu einem Gefangenen seiner eigenen Schöpfung. Nun hatte Clu die Pager-Nachricht geschickt, um Sam in den Raster zu locken, damit sich das Portal öffnet. Kevin befürchtet, dass Clu so in die reale Welt gelangen will, um diese in einem Feldzug zu „vervollkommnen“. Dazu benötigt dieser Flynns Identitätsdiskus, der als Schlüssel zum Portal dient. Darum verweigert er seinem Sohn den Wunsch, in den Raster zurückzukehren und sich zum Portal zu begeben.
Sam sucht daraufhin mit Quorras Hilfe das Programm Zuse in dessen „End of Line Club“ auf, das ihn angeblich zum Portal führen kann. Doch statt Sam zu helfen, verrät Zuse ihn an Clus Wächter. Zwischen ihnen und Sam entbrennt ein Kampf. Kevin und Quorra erscheinen zwar rechtzeitig, um Sam zu helfen, jedoch wird Quorras Code bei dem Kampf ernsthaft beschädigt. Zudem gelingt es Zuse, Flynns Diskus zu entwenden und ihn schließlich Clu zu übergeben, der kurz darauf dennoch den „End of Line Club“ mit Zuse darin zerstören lässt. Kevin und Sam flüchten mit der verletzten Quorra auf ein Frachtschiff. Dort repariert Kevin Quorras Code und erklärt Sam, dass sie der letzte überlebende ISO ist.
Die drei erreichen mit dem Frachter ein Kriegsschiff, auf dem Clu eine Armee umprogrammierter Programme befehligt, um mit ihnen die reale Welt zu erobern. Dabei treffen sie wieder auf Rinzler, der sich im Kampf mit Quorra als umprogrammierter Tron herausstellt (zuvor glaubte Flynn, Clu habe bei seiner Rebellion Tron gelöscht). Sam rettet Quorra vor Rinzler und erlangt den Diskus seines Vaters zurück. Quorra, Sam und Kevin entkommen in einem der Lichtshuttles, werden aber von Clu, dessen Wachen und Rinzler verfolgt. Mit Quorra am Steuer und Sam im Geschützturm gelingt es ihnen, Clus Eskorte abzuschießen. Als Rinzler das Shuttle angreift, sieht er Kevin in die Augen und gewinnt dadurch seine alte Identität als Tron zurück. Er rammt Clus Lichtjet und stürzt mit ihm ab. Clu schüttelt Tron ab und generiert einen neuen Lichtjet, mit dem er zum Portal fliegt. Tron fällt in die „See der Simulation“, wo sein Anzug seine ursprüngliche blaue Färbung zurückerhält.
Sam, Kevin und Quorra erreichen schließlich das Portal, doch Clu versperrt ihnen auf den letzten Metern den Weg. Er kämpft mit Kevin und entwendet dessen Diskus, ohne jedoch zu wissen, dass Kevin seinen Diskus kurz zuvor gegen Quorras ausgetauscht hatte. Sam und Quorra betreten das Portal. Clu will ihnen folgen, doch Kevin erzeugt eine Welle, die Clu zu ihm zieht. Clu verbindet sich mit Flynn und sie werden eins. Die Verbindung löst eine gewaltige Explosion aus, die die beiden sowie Clus Armee vernichtet.
Nun ist Sam wieder in der Realität und befindet sich im Keller der Spielhalle. Er speichert eine Backup-Datei der virtuellen Realität auf eine Speicherkarte. Dann trifft er auf Alan, der in der Spielhalle auf ihn wartete und teilt ihm mit, nun doch bei ENCOM arbeiten zu wollen und in seiner Funktion als Mehrheitseigner Alan zum Vorstandsvorsitzenden zu ernennen. Draußen vor der Spielhalle trifft er auf Quorra und fährt mit ihr anschließend auf seinem Motorrad davon, um sich den Sonnenaufgang anzusehen, den Quorra bisher nur aus Kevins Erzählungen kannte.

## Produktion

### Synchronisation
| Rolle             | Darsteller       | Synchronsprecher  |
| ----------------- | ---------------- | ----------------- |
| Sam Flynn         | Garrett Hedlund  | Robin Kahnmeyer   |
| Kevin Flynn/Clu   | Jeff Bridges     | Frank Glaubrecht  |
| Alan Bradley/Tron | Bruce Boxleitner | Lutz Riedel       |
| Quorra            | Olivia Wilde     | Anja Stadlober    |
| Castor/Zuse       | Michael Sheen    | Axel Malzacher    |
| Richard Mackey    | Jeffrey Nordling | Thomas Nero Wolff |
| Jarvis            | James Frain      | Torsten Michaelis |

### Entwicklung
In den späten 1990er Jahren gab es Spekulationen darüber, dass Disney eine Fortsetzung drehen würde, da sich Tron zum Kultfilm entwickelt hatte. Am 29. Juli 1999 berichtete ZDnet News, dass Pixar eine Tron-Fortsetzung bzw. eine Neuverfilmung in Erwägung ziehe. Während der darauffolgenden Jahre streuten verschiedene Internetseiten immer wieder Gerüchte, eine Tron-Fortsetzung sei in Arbeit oder werde entwickelt. Alle stellten sich jedoch als falsch heraus.
Am 13. Januar 2005 berichtete Variety, dass Disney Brian Klugman und Lee Sternthal engagiert habe, um eine Fortsetzung für Tron zu schreiben.
Auf der San Diego Comic-Con 2008 wurde den Tagungsbesuchern als Überraschung ein Concept Clip (unter dem Titel TR2N und unter Regie von Joseph Kosinski) gezeigt. Darin zu sehen war ein Lichtrennen zwischen zwei Programmen, wobei das blaue Programm von dem gelben verfolgt wurde. Das gelbe Programm, so wird später enthüllt, trägt die gleichen Gesichtszüge wie Kevin Flynn, ebenso wie Flynns früher geschaffenes (und später desintegriertes) Programm Clu. Der Clip zeigte auch Jeff Bridges in seiner Rolle als Kevin Flynn aus dem ersten Film. Während der Concept Clip nicht bestätigte, dass die Tron-Fortsetzung tatsächlich produziert wurde, zeigte er doch, dass Disney Ernst machte.
Am 24. September 2008 präsentierte Disney in einer ganztägigen Werbeaktion für Unternehmenspartner und Medien im Kodak Theater in Hollywood die kommenden Filme. Einer der angekündigten Filme war TR2N, der mit dem gleichen Clip beworben wurde, der auch schon auf der Comic-Con zu sehen war. Ain’t It Cool News schrieb dazu: Sie zeigten den TRON 2-Trailer, den gleichen, der auf der Comic-Con 2008 gezeigt wurde, optisch aktualisiert, und Dick Cook, Chairman der Walt Disney Studios, sagte: 'Es war natürlich ein Versuch'.
Am 23. Juli 2009 enthüllte Disney auf ihrem Comic-Con 3D-Treffen den derzeitigen Titel. Jeff Bridges erklärte, dass der Titel sich auf das Thema der Geschichte bezieht: Es ist im Wesentlichen eine Geschichte über die Suche eines Sohnes nach seinem Vater. Es wurde auch ein Trailer gezeigt, der dem auf der Comic-Con 2008 ähnlich, jedoch optisch aktualisiert war. Zu diesem Zeitpunkt war die Produktion des Films gerade abgeschlossen, und ein Jahr Postproduktion stand bevor. Da noch kein Bildmaterial aus der Computerwelt fertiggestellt war, wurden zum ersten Mal Konzeptbilder aus der Produktion gezeigt, darunter der schon aus dem ersten Film bekannte Deaktivierer (Recognizer). Gezeigt wurden auch die Disc-Kämpfe, die aus dem Originalfilm heraus zu einem Turnier mit 16 Spielen weiterentwickelt wurden. Die Arena wurde so eingerichtet, dass sich das Spielfeld organisch entwickelt und alle 16 Spiele gleichzeitig stattfinden. Die Boards vereinen sich in Echtzeit, bis die letzten zwei Disc-Kämpfer verbunden sind.
Die Lichtrennen kehrten ebenfalls zurück, diesmal mit einem neuen Design von Daniel Simon. Auf der Pressekonferenz im Rahmen der Comic-Con 2009 wurde bekanntgegeben, dass es ein neues Fahrzeug namens „Light Runner“ als Zweisitzer-Version des bereits bekannten Lichtrenners (englisch light cycle) gibt, das sehr schnell ist und die einzigartige Fähigkeit hat, aus eigener Kraft außerhalb des Gitternetzes zu fahren. Auch Kevin Flynns eigener Renner wurde bekanntgegeben, der „Lichtrenner zweiter Generation“, der 1989 von Flynn entworfen wurde und über den „das Gerücht geht, er sei immer noch das schnellste Ding auf dem Netz.“ Sein Design trägt die Züge beider Filme.
Ein lebensgroßes Modell des Lichtrenners wurde auf einem Stand bei der Fan Expo 2009 im kanadischen Toronto vom 28. bis 30. August 2009 gezeigt, zusammen mit einer speziellen Präsentation von Produktionsmaterial. Gezeigt wurden neben den bereits von der Comic-Con bekannten Konzeptbildern Testfilme mit Kampfkünstlern, die den Disc-Kämpfen einen athletischeren Stil verleihen. In einer gezeigten Szene des Films betritt Flynns Sohn die jetzt baufällige Spielhalle, nachdem er eine Nachricht erhalten hat, die von der Nummer des abgeschalteten Telefons in der Spielhalle stammte. Bei dem Versuch an einem TRON-Arcade-Videospielautomaten zu spielen, entdeckt er einen Durchgang in der Mauer hinter dem Automaten und betritt diesen, worauf sich der Durchgang hinter ihm schließt.

### Dreharbeiten
Die Dreharbeiten begannen in Vancouver im April 2009. Die Studioaufnahmen für den Film fanden im Canadian Motion Picture Park Studio in Burnaby statt. Die Dreharbeiten endeten im Juli 2009.
Auch wenn 2008 noch verbreitet wurde, der gesamte Film werde, ebenso wie der Concept Clip, in 3D gedreht, so wurden doch im Kino nur die Szenen in der digitalen Welt in 3D gezeigt. In einem Vorspann wurde auch extra darauf hingewiesen, dass einige Szenen in 2D zu sehen sein werden. An den visuellen Effekten arbeitete Digital Domain.
Im April 2009 tauchten im Internet Bilder auf, welche die Schauspieler in blauen, hautengen Anzügen zeigten. Das Design der Anzüge erinnert an die Anzüge, welche die Schauspieler im Originalfilm trugen.

### Musik
Die französische Elektroformation Daft Punk hat die Filmmusik komponiert. Das gleichnamige Album mit dem Soundtrack erschien im Dezember 2010 bei Walt Disney Records. Im Film haben Daft Punk (Thomas Bangalter und Guy-Manuel de Homem-Christo) einen Cameo-Auftritt als DJs im End of Line-Club. Auf die Frage, warum er gerade Daft Punk für die Filmmusik ausgewählt habe, antwortete Kosinski: „Wie könnte man es mit diesen Typen nicht zumindest versuchen?“ Die Titel Separate Ways von Journey und Sweet Dreams (Are Made of This) von Eurythmics sind ebenfalls im Film enthalten.

### Marketing
Am 21. Juli 2009 meldeten mehrere Kino-Websites, dass sie per Post ein paar Goldmünzen („Flynn’s Arcade“) erhalten hätten, zusammen mit einem USB-Stick. Darauf befand sich ein animiertes GIF-Bild, das CSS-Codezeilen zeigte. Vier davon wurden zusammengefügt und enthüllten durch Code-Interpretation die Adresse Flynnlives.com, eine fiktionale Seite, betrieben von Aktivisten, die daran glauben, dass Kevin Flynn lebt, auch wenn er seit 1989 vermisst wird. Durch Klicken auf eine kleine Spinne im unteren Bereich der Hauptseite gelangte man zu einer Countdown-Uhr, die bis zum 23. Juli 2009, 9:30 Uhr PDT herunterzählte. In den Nutzungsbedingungen fand sich eine Adresse in San Diego, in der Nähe des Kongresszentrums, wo die Comic-Con 2009 stattfand und wo Material und Informationen über die Fortsetzung veröffentlicht wurden. Flynn’s Arcade wurde an diesem Ort wiedereröffnet, ausgestattet mit Arcade-Maschinen von „Space Paranoids“ und einer Reihe weiterer Videospiele der 1980er Jahre. Ein lebensgroßer Lichtrenner aus dem neuen Film wurde gezeigt.
Der gleiche Lichtrenner wie in San Diego wurde auch auf der Fan-Expo 2009 am 20. August in Toronto gezeigt. Dort waren um den Lichtrenner herum auch Zeichnungen von „Flynn’s Arcade“ zu sehen, außerdem gab es in der Ausstellung Bildschirme, auf denen der Teaser und „Grafiktests“ in einer Endlosschleife zu sehen waren.
Eine zweite virale Website, homeoftron.com, wurde gefunden. Dort finden sich Teile der Geschichte von „Flynn’s Arcade“ ebenso wie ein Fangedenkbereich.
Auf der Comic-Con 2010 in San Diego wurde ein siebenminütiger Exklusivclip sowie der neue Kinotrailer gezeigt.
Am 28. Oktober 2010 fand weltweit der sogenannte TRON DAY statt. Dabei wurden in ausgewählten Kinos kostenlos 23 Minuten aus dem kommenden Film in Originalsprache (englisch) gezeigt. Es handelte sich dabei um 23 Minuten aus unterschiedlichen Szenen des Films. Zu Beginn war ein Einleitungs- und Hinweistext zu lesen. Das Ende der zuletzt gezeigten Szene geht in einen der aktuell veröffentlichten Tron-Legacy-Trailer über.
In den Kinos mussten aus Sicherheitsgründen Handys und Kameras ausgeschaltet werden. Ebenfalls wurden die Kinosäle mit Nachtsichtgeräten videoüberwacht.

### Veröffentlichung
Weltpremiere feierte der Film am 30. November 2010 in Tokio, Japan. Am 17. Dezember 2010 kam er in den Vereinigten Staaten in die Kinos.
Am 21. Januar 2011 fand die Deutschland-Premiere von Tron: Legacy im Rahmen der Stylenite, eine kulturelle Veranstaltung des Designers Michael Michalsky, während der Berlin Fashion Week statt. In den Kinos lief er am 27. Januar 2011 in Deutschland, Österreich und in der Deutschschweiz an. Im Tessin lief er bereits am 5. Januar 2011 an und in der Romandie am 9. Februar 2011.

## Kritiken
„Der atemberaubenden visuellen Ausgestaltung kann Regisseur Joseph Kosinski inhaltlich weniger entgegen setzen [sic!] als erhofft. Freilich, auch der erste Teil zeichnete sich weder durch schauspielerische Glanzlichter noch durch ein stimmiges Drehbuch aus, konnte diese Schwächen aber nicht nur durch die einzigartige Umsetzung, sondern auch durch einen naiven Charme überspielen, welche die Fortsetzung nun fast gänzlich vermissen lässt. Stattdessen bekommt man am Ende noch eine banale Botschaft serviert, die beiden Filmen diametral entgegensteht: Wenn Kevin Flynn das Streben nach (technischer) Perfektion als Fehler erklärt, Sam Quorra die Schönheit der Natur beibringt und Regisseur Krasinski [sic!] sonnendurchflutete Landschaftsaufnahmen als Schlussbilder wählt, torpediert sich der Film, der zuvor zwei Stunden lang ausgiebig seine hochstilisierte Cyberästhetik auf höchstem Niveau zelebriert hat, schließlich selbst.“

„… Wenn man seine Ansprüche an Story und Charaktere herunterschraubt, lohnt sich die Kinokarte durchaus, sofern man ein paar Extra-Euros in die 3D-Vorstellung investiert hat. Optisch kann man dem Streifen nichts vorwerfen und auch die Action stimmt, mit Ausnahme des leider missratenen Showdowns, von dem ich wesentlich mehr erwartet hatte. Ob ich mir den Film jedoch nochmal und vor allem in 2D anschauen würde? Wohl eher nicht!“

„Fazit: Tron: Legacy ist Erlebniskino, welches die dünne Story mit visuell herausragenden Bildern kaschiert. Die Verweise auf die Religionen hätte man sich aber getrost sparen können, denn der Film gibt sich damit schlauer, als er eigentlich ist und nimmt sich dadurch auch viel von seinem Spaß. Für das Verständnis braucht man Teil eins übrigens nicht gesehen zu haben, doch es gibt einige Details, welche nur den Kennern auffallen werden. Ob sich der Mut von Disney bei diesem Projekt am Ende auszahlt, wird sich zeigen. Klar ist nur, dass Tron: Legacy – rein technisch gesehen – der beste 3D-Realfilm seit Avatar ist.“

## Trivia
- Zuse ist nach dem Computerpionier Konrad Zuse benannt.[28] Bevor Castor sich als Zuse outet, sagt er zu Sam: „Zuse ist schon seit allerersten Tagen des Spielrasters hier“. Dies trifft auch auf Konrad Zuse zu, bezogen auf die reale Geschichte des Computers.
- Die Filmkosten lagen bei ca. 170 Millionen Dollar. Bis zum 3. April 2011 wurden weltweit etwa 398 Millionen Dollar eingenommen; davon in den USA etwa 171 Millionen Dollar und in Deutschland 14,2 Millionen Dollar.[29][30]
- Zu Beginn des Films betritt Sam Flynn das Gebäude von ENCOM durch eine gewaltige Panzertür. Als sich die Tür öffnet sagt er: „Wirklich ‘ne Mordstür!“ Auf ähnliche Weise und mit genau demselben Spruch hat sich sein Vater im ersten Tron-Film Zutritt zum ENCOM-Gebäude verschafft.
- Als „Dach“ von Sams Containerwohnung dient ein Container mit der Aufschrift „Dumont“, dem Namen des Tower-Control-Programms aus dem ersten Teil. Die Schriftart des Namens „Dumont“ entspricht der des Titels „Tron“ aus dem ersten Film.
- Das MCP-Modul aus dem ersten Teil steht kaum sichtbar als Bleistifthalterversion im Büro von Kevin Flynn auf einem Beistelltisch.
- Der Regisseur des ersten Tron-Films, Steven Lisberger, hat einen kurzen Auftritt als Barmann im End-of-Line-Club.
- Das Gesicht des von Jeff Bridges gespielten Clu wurde digital verjüngt. Als Referenz hielt Jeff Bridges’ Gesicht aus dem Film Gegen jede Chance (Against All Odds) aus dem Jahr 1984 her.[31]
- Während einer Kampfszene tötet Sam Flynn eines der feindlichen Programme, welches mit dem Wilhelmsschrei stirbt.
- Anders als im ersten Film sind die Motorradkämpfe auf verschiedene Ebenen verteilt. Des Weiteren sind die Lichtmauern nicht mehr ausschließlich gerade; Kurven können als solche gefahren werden und werden nicht mehr direkt im rechten Winkel abgeknickt.

## Fortsetzung
Für den Herbst 2025 ist die Fortsetzung Tron: Ares angekündigt.

## Auszeichnungen
Oscarverleihung 2011
- Nominierung in der Kategorie Bester Tonschnitt für Gwendolyn Yates Whittle und Addison Teague